# Caballo peruano de paso

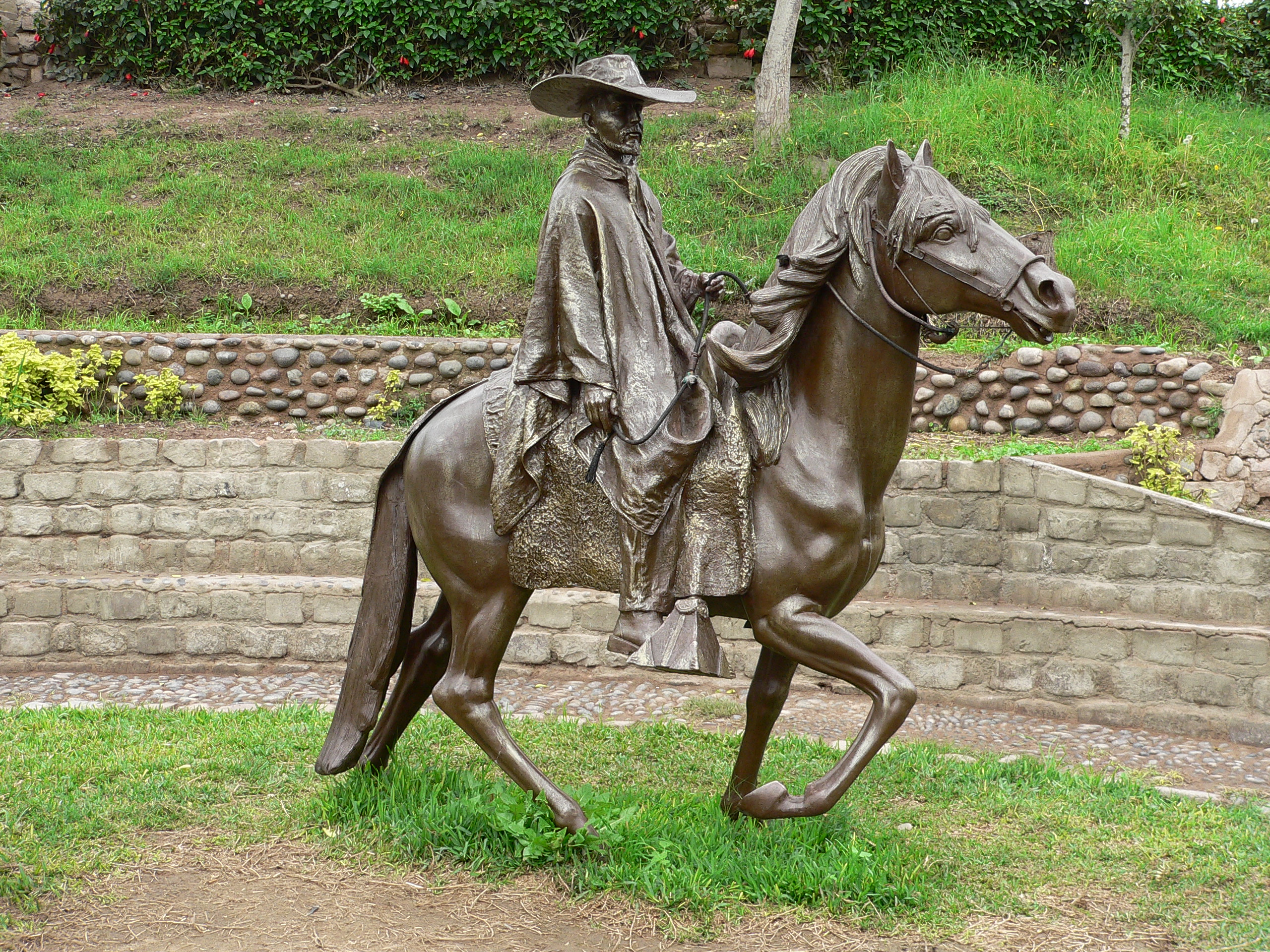
Estatua del caballo peruano de paso con el típico Chalán.

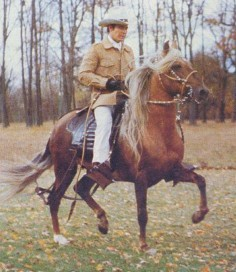
Caballo Peruano de paso y su Chalán.

El caballo peruano de paso es una raza equina oriunda del Perú, descendiente de los caballos introducidos durante la Conquista y los primeros tiempos del Virreinato. Esta raza está protegida por el Decreto Ley peruano número 25.919 del 28 de noviembre de 1992 y ha sido declarado raza caballar propia del Perú por el Instituto Nacional de Cultura, así lo instituyó el Ministerio de Comercio Exterior y Turismo (Mincetur) y lo hizo público: su día se celebrará el tercer domingo de abril de cada año. (INC). Y producto de bandera por el Ministerio de Comercio Exterior y de Turismo en abril de 2013.
Debido al aislamiento sufrido durante alrededor de 400 años y la selección que hicieron sus criadores, es una raza muy particular por sus proporciones corporales y por un andar lateral o "paso llano" que le es característico.
Es típico de las regiones del norte y sur peruano, zonas del país de donde se dio su origen (La Libertad, Lambayeque, Piura y Arequipa). 
En la provincia de Camaná departamento de Arequipa considerada una de sus cunas era peculiar observar un tipo de caballo de paso peruano que andaba en diagonal; en el año 2012 se extinguió uno de los pocos ejemplares existentes de este tipo de caballo de paso peruano.[cita requerida]

## Características físicas
Altura de la cruz: entre 143 y 149 centímetros para las hembras y 144 a 152 centímetros para los machos; el peso oscila entre 400 a 450 kilogramos; su cuerpo es compacto y musculoso, ancho y profundo; extremidades alargadas y fuertes; su cabeza es plana y ancha con ojos brillantes y expresivos; Cuello robusto y musculoso; su color predominante es el castaño, aunque suelen ser alazanes con capas mezcladas, sus extremidades pueden hasta llegar a medir 50 cm.

## Andadura
Lo que hace a este animal diferente a otras razas equinas en el mundo es su aire típico de velocidad intermedia, que en los demás es de trote. Este aire o modalidad en el andar es el trote lateral o ambladura y se denomina paso llano en su ritmo más típico; pero puede tener diferentes ritmos y velocidades, que pueden a su vez ser ejecutados por un mismo ejemplar. 
A esta suma de aires se les llama pasos. Durante la ejecución de estos pasos finos, la cabalgadura tiene un solo y excepcionalmente suave balanceo horizontal; Las otras razas de caballos se balancean horizontal y verticalmente. Esto hace que el cabalgarlo sea especialmente agradable. La suavidad es una de las virtudes fundamentales y más apreciadas en la raza de este caballo. 
En la publicación "andar en Paso Llano", el criador Carlos Parodi García, habla sobre el paso llano: Es mostrar el desplazamiento armónico isócrono innato de cada batida individual de las extremidades del caballo. El animal levanta la extremidad anterior y posterior del mismo lado, sitúa primero el posterior en el suelo y luego el anterior del mismo lado, igualmente lo hace con el otro bípedo (paso de bípedos laterales en 4 tiempos). Obviamente este movimiento armónico isócrono de batidas individuales va acompañado con los anteriormente enunciados cuando definimos lo que es el Término. Es importante precisar que, en el tiempo armónico del desplazamiento el caballo peruano de paso llega a tener mayor número de extremidades en apoyo sobre el suelo, en consecuencia mejor impulsión y menor reacción en el momento de impulsión en el traslado del centro de gravedad. De lo cual se desprende las variaciones siguientes en los aires o modalidades del paso llano: Paso Llano Gateado, Paso Llano Picado, Paso Llano Golpeado. Gaitan
El Término es un atributo particular que conjuntamente y después de: la suavidad y el avance, es el espectáculo original e inejecutable por otros caballos, en la observación o evaluación morfológica dinámica del caballo como individuo, en la mecánica de su andar racial. 
El caballo peruano de paso tiene como característica, mayor predominancia en movimientos armónicos isócronos de batidas en los miembros anteriores que en los posteriores.
En consecuencia La ejecución armónica, isócrona y de peculiar graciosidad de elevación, suspensión, rotación elegante fuera de la línea de aplomo, descenso y apoyo de cada batida isócrona, de extremidad anterior o delantera, se denomina Término.
Además dependiendo de la elevación del brazo, rodilla y caña mostrará mayor o menor agudez en el término.
La marcha difiere notablemente de los movimientos laterales de otras razas equinas.

## Antecedentes
Los ascendientes de estos ejemplares fueron embarcados en Sevilla, en Sanlúcar de Barrameda y en Cádiz en el siglo XVI, y por lógica se presume que fueron de raza andaluza.

## Formación
La estabilización de la raza tomó cerca de cuatro siglos, de varias generaciones de cruces, selección y mejoramiento.
Ayudó bastante el ser un ejemplar de uso como herramienta de trabajo en la agricultura, transportando a los agricultores en la administración y manejo de los campos, principalmente en las haciendas de la costa norte del Perú. Y como animal de silla viajero, para trasportar al jinete de un poblado a otro; igualmente se utilizó en la época para el arreo del ganado de lidia desde las afueras de la capital hacia Lima.

## Asociación y responsabilidades
La Asociación Nacional de Criadores y Propietarios de Caballo Peruano de Paso (ANCPCPP), es la única entidad reconocida oficialmente a nivel nacional e internacional, encargada de la conservación, fomento de la crianza, selección, juzgamiento del Caballo Peruano de Paso, así como, el cuidado y uso del apero y la enfrenadura tradicional que lo distinguen. También existen asociaciones departamentales o incluso de otros países que se encargan de la difusión de esta tradición. También pueden organizar concursos regionales, departamentales o nacionales, según el alcance de la asociación. Los concursos organizados por estas instituciones, deben tener el respaldo de la ANCPCPP en cuanto al juzgamiento (solo jueces oficiales, determinados por la misma) y al reglamento único de concursos del Caballo Peruano de Paso.
Desde el año 2008, la ANCPCPP viene editando un Boletín Electrónico cada 2 meses, el cual mantiene al tanto al mundo del acontecer nacional y mundial sobre el Caballo Peruano de Paso.

## Certámenes
La Asociación Nacional de Criadores y Propietarios de Caballo Peruano de Paso, como única entidad rectora, promueve y oficializa los certámenes, seminarios, concursos y demás que se llevan a cabo en el Perú y en el extranjero, relacionados con la cría y difusión del Caballo Peruano de Paso. En La ANCPCPP se tiene el Registro Genealógico. El Registro Genealógico, tiene como función el archivo de todos los equinos de raza, como un banco de germoplasma para el mejoramiento de esta raza; sin su inscripción no pueden participar en ningún evento oficial.

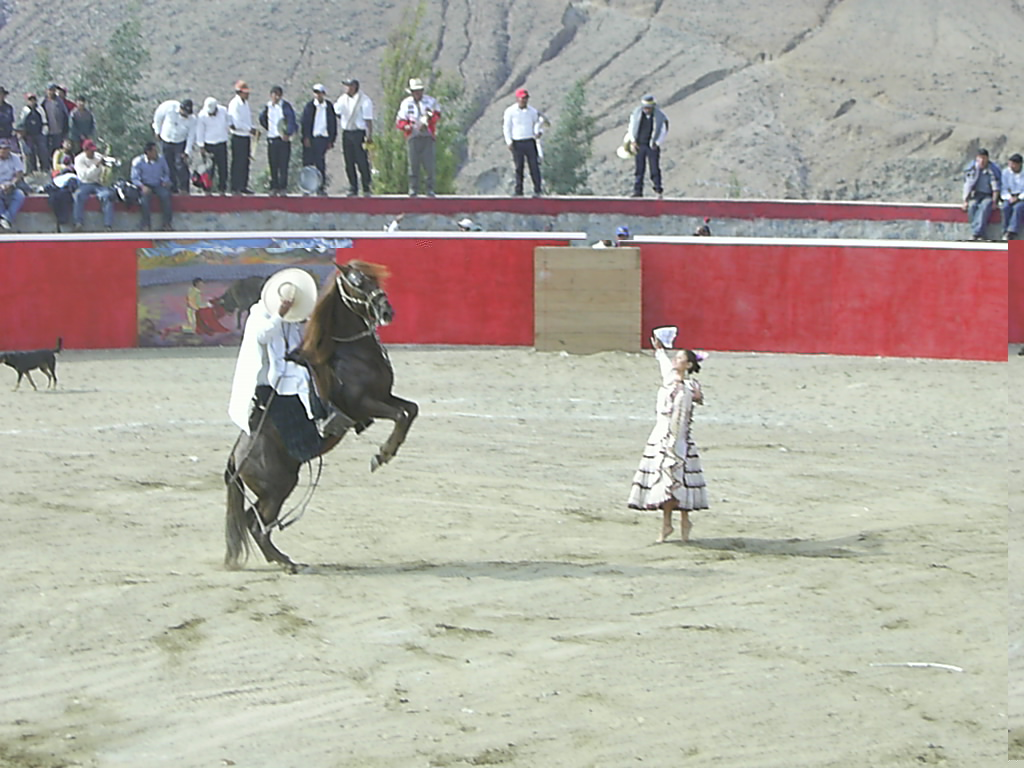
Baile de Marinera en Ocaña.

## Primer concurso
El Concejo Distrital del Rímac, en Lima, organizó el primer concurso en la pampa de Amancaes el 24 de junio de 1929. El evento se celebró posteriormente en este escenario hasta el año 1939. Se reanudaron luego en 1941 y 1942, con la variante de que el juzgamiento se hacía previamente en la limeña Plaza de Toros de Acho, de manera que en el día de San Juan desfilaran solo los premiados y se exhibieran durante la fiesta.
Los Concursos Nacionales se llevan a cabo desde el año 1945, y estos son organizados en el mes de abril principalmente.

## Concursos
Los concursos son en realidad una gran fiesta celebrada alrededor de este original equino, con asistencia de criadores y aficionados de todo el país y muchos del extranjero, donde también se los admira y cría. 
Por lo general la fiesta del caballo peruano de paso dura una semana y se realiza principalmente en Lurín. La final del concurso termina con una exhibición de los caballos favoritos, premios y con demostraciones de las destrezas de los caballos, una de las cuales consiste en que los chalanes hacen desfilar sus caballos al son de las danzas peruanas costeñas, particularmente, la marinera.
Los concursos o el concurso, que puede ser: nacional, departamental o zonal, dependiendo su importancia y localización así como agrupación de criadores o exhibición de ejemplares; es el evento con el que el criador-propietario, mide o compara sus ejemplares, con la finalidad de ver, corregir, y mejorar la reproducción de sus equinos dentro de su criadero. 
El concurso nacional donde participan equinos de paso de todo el Perú, se realiza en la ciudad de Lima en el local de la ANCPCPP que está en Lurín, al suroeste del conjunto arqueológico de Pachacámac.
Los concursos nacionales que se desarrollan en el país son:
- Concurso del Caballo Peruano de Paso (Cieneguilla)
- Concurso Regional del Caballo Peruano de Paso Primavera (Trujillo)
- Concurso departamental de Lima del Caballo Peruano de Paso
- Concurso Regional del Caballo Peruano de Paso (Arequipa)
- Concurso Regional del Caballo Peruano de Paso (Chiclayo)
- Concurso Regional del Caballo Peruano de Paso (Piura)
- Concurso Regional del Caballo Peruano de Paso (Cajamarca)

## El apero peruano
El apero nacional no es más que el conjunto de arreos o avíos que lleva encima el caballo, conformado por los siguientes elementos elaborados todos en cuero y trabajados a mano por finos talabarteros peruanos quienes adornan el apero nacional con finas piezas de plata. 
El apero nacional consiste de:
El caballo Peruano de paso a ritmo de marinera con un vistoso chalán y su pareja. 
I. EN LA CABEZA
1. La cabezada de tiro. 
```
A.La 
cabezada para tiro

B.El 
cabestro de tiro
```

2. El bozal.
```
A.La 
Hocicada

B.La 
falsa rienda
```

3. El Jato marimacho.
```
A.El 
jaquimon marimacho

B.El 
bocado peruano

C.La 
Rienda peruana
```

4. El Jato o terno de cabeza.
```
A. La 
cabezada
.
B. El 
bocado peruano
.
C. La 
rienda peruana

D. La 
jaquima

E. El 
cabestro

F. El 
Tapaojo

*. El 
bozalillo

*. La 
gamarrilla
```

II. EN EL LOMO
```
01.El 
sudero
.
02.La 
Jerga
.
03.La 
carona
.
04.La 
montura
 peruana.
 A.la 
montura de cajón o de basto relleno de lana

 B.la 
montura de medio basto o pata de cabra

 C.la 
montura de buche de paloma

 D.la 
montura de lado onde señora

05.La 
Pellonera
.
06.La 
cincha
 peruana.
07.La 
correa de cinchar
.
08.La 
contra correa
.
09.Las 
aciones
.
10.Los 
estribos
 peruanos.
 A.los 
estribos capachos

 B.los 
estribos de madera

  a.los 
estribos cantoneados

  b.los 
estribos boleados

11.La 
guarnición
.
12.La 
baticola
.
13.El 
pellón sampedrano
.
```

## Chalán
Los chalanes son los jinetes de este caballo y su vestimenta es de color blanco incluyendo el poncho listado, usado en diferentes colores. El poncho en color habano o vicuña, es el más vistoso y el tradicional, en los primeros concursos. (Hasta antes de la Reforma Agraria); el cinturón o correa que sujeta el pantalón, y el calzado o botas pueden ser negras o marrones, sombrero blanco de paja y pañuelo blanco al cuello. Las faldas y blusas de las mujeres pueden llevar o no, un rico bordado en blanco en las telas del mismo color, con sombrero de paja tradicional adornado con flores y con manta o chal del color del poncho, pudiendo ser también de vicuña.

## Feria de Abril de Sevilla
En 2003 y por primera vez en la historia, la inauguración de la Feria de Abril de Sevilla, en España, la mayor concentración en el mundo de coches de caballos, contó con un invitado internacional, el Perú, representado por seis elegantes chalanes y sus respectivos Caballos Peruanos de paso, que emocionaron con sus andares al exigente público de La Maestranza de Sevilla, una de las plazas de toros más importantes de España. 
Los Caballos Peruanos de paso acompañaron un carruaje cedido por el Real Club de Enganche de Sevilla y fueron los primeros, de un total de 152 carruajes, en ingresar a La Maestranza, mientras el maestro de ceremonias comentaba que el Perú ha sido el país elegido "por la originalidad y la destreza de su "Caballo Peruano de Paso". Los equinos fueron precedidos por jinetes de la Guardia Civil española, que ondeaban las banderas del Perú y de España, simbolizando la hermandad entre ambos países. 
Los Caballos Peruanos de paso entraron por la Puerta del Príncipe y, tras oírse los himnos nacionales de ambos países, estos desfilaron al ritmo de las canciones peruanas "José Antonio" y "La flor de la canela", una atractiva demostración que mereció un largo aplauso del público asistente.